# Cong Su
Cong Su (Tientsin, 1957) è un compositore cinese di colonne sonore cinematografiche.
Ha vinto l'Oscar alla migliore colonna sonora assieme a Ryūichi Sakamoto e David Byrne per il film di Bernardo Bertolucci L'ultimo imperatore (The Last Emperor).